# パリのめぐり逢い
『パリのめぐり逢い』（パリのめぐりあい、仏: Vivre pour vivre）は、
1967年に公開されたクロード・ルルーシュ監督のフランス、イタリア合作の映画である。

## スタッフ
- 監督 - クロード・ルルーシュ[1]
- 脚本 - ピエール・ユイッテルヘーヴェン（フランス語版）、クロード・ルルーシュ[1][3]
- 製作 - アレクサンドル・ムヌーシュキン（フランス語版）、ジョルジュ・ダンシジェール（フランス語版）[1][3]
- 撮影 - パトリス・プージェ(Patrice Pouget)[1][3]
- 音楽 - フランシス・レイ[1]
- 編集 - Claude Barrois、クロード・ルルーシュ[3]

## キャスト
- イヴ・モンタン - ロベール・コロンブ[1]（吹替：近藤洋介）
- キャンディス・バーゲン - キャンディス[1]（吹替：鈴木弘子）
- アニー・ジラルド - カトリーヌ・コロンブ[1]（吹替：中西妙子）
- イレーネ・テュンク（フランス語版）[1] - Mireille[3]（ミレーユ）（吹替：小谷野美智子）
- アヌーク・フェルジャック（フランス語版） - Jacqueline[1][3]（ジャクリーン）（吹替：坂井志満）
- ウタ・タジェール（フランス語版） - メイドのLucie[3]（ルーシー）（吹替：山本嘉子）
- ジャン・コロン（フランス語版） - ウェイター[1][3]
- ジャック・ポルテ（フランス語版） - 写真家[1][3]
- アミドウ（英語版）[2] - 写真家[3]
- レオン・ジトローネ（英語版） - テレビ司会者[3]

※日本語吹替：テレビ版・初回放送1974年6月16日『日曜洋画劇場』

## 受賞歴
- 1967年 第25回ゴールデングローブ賞 外国語映画賞(外国語映画) 『パリのめぐり逢い』[4]

- 1968年 マール・デル・プラタ国際映画祭 女優賞 アニー・ジラルド 『パリのめぐり逢い』[5]